# John S. Baker House
La John S. Baker House es una casa histórica en el barrio de East Walnut Hills de Cincinnati, Ohio, Estados Unidos. Construida en 1854 según un diseño del arquitecto de Cincinnati James Keys Wilson, fue la residencia del nativo de Nueva Jersey y tío de Wilson, John S. Baker, que se estableció en Cincinnati en 1814.

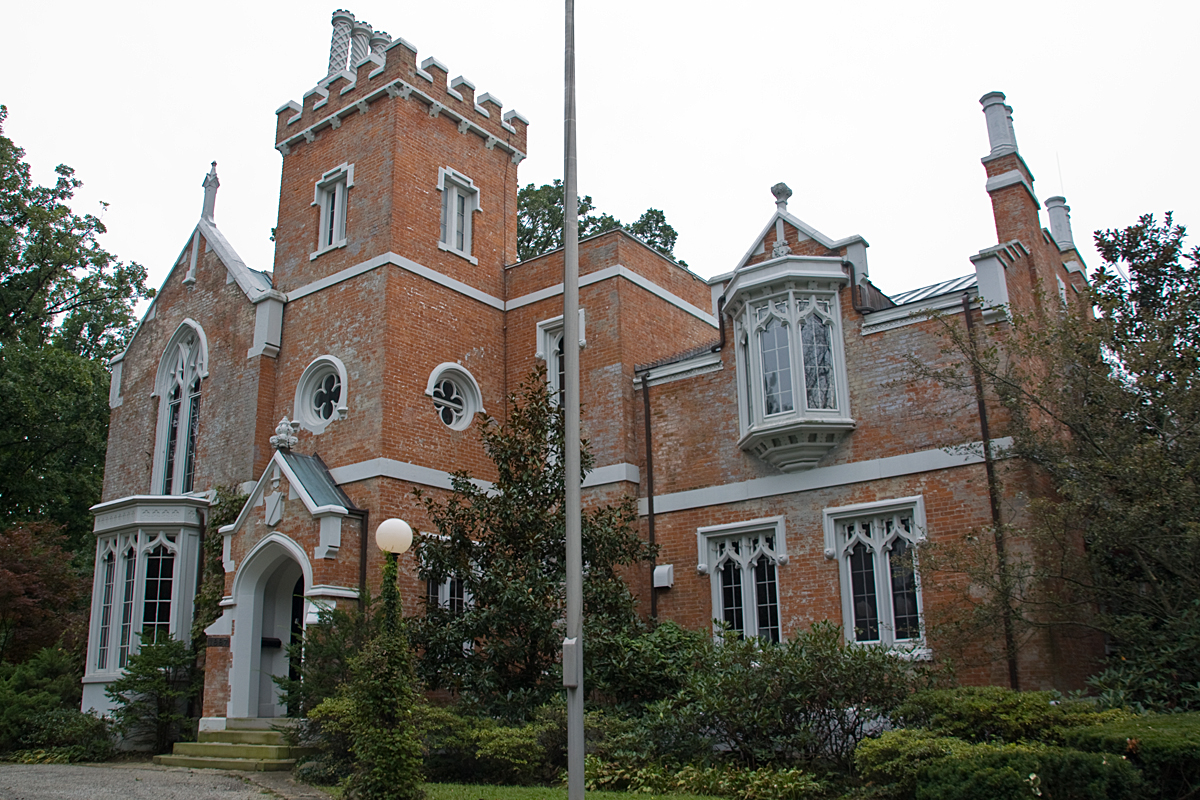
La Casa de John S. Baker, en Cincinnati.

La Baker House es principalmente una estructura de ladrillo con algunos elementos de madera; descansa sobre cimientos de piedra y está cubierta por un techo de metal. Su arquitectura es prominente en muchas maneras, la más significativa de las cuales es su estilo general: ninguna otra gran casa de ladrillo en el área de Cincinnati presenta un estilo neogótico tan distintivo.  Muchos detalles procuran imitar los de un castillo bajomedieval, como su torre, sus cresterías y almenas, y las decoraciones en las ventanas y óculos. El aspecto es aun más resaltado por la ubicación de la casa: sobre un risco del río, visible desde gran distancia.
En 1979, la Baker House fue incluida en la lista del Registro Nacional de Lugares Históricos debido a su arquitectura históricamente significativa. La lista también incluye dos edificios relacionados, un estudio y una residencia para los criados; están localizados en el costado del risco bajo la casa principal.